# Баричара
Баричара (исп. Barichara) — небольшой город и муниципалитет в северо-восточной части Колумбии, на территории департамента Сантандер. Входит в состав провинции Гуанента.

## История
Поселение, из которого позднее вырос город, было основано 29 января 1705 года. Муниципалитет Баричара был выделен в отдельную административную единицу в 1800 году.

## Географическое положение

Муниципалитет Баричара

Город расположен в центральной части департамента, в горной местности Восточной Кордильеры, к востоку от реки Суарес, на расстоянии приблизительно 49 километров к юго-юго-западу (SSW) от города Букараманги, административного центра департамента. Абсолютная высота — 1283 метра над уровнем моря.
Муниципалитет Баричара граничит на северо-востоке и востоке с территорией муниципалитета Вильянуэва, на юго-востоке — с муниципалитетом Сан-Хиль, на юго-западе — с муниципалитетом Кабрера, на западе — с муниципалитетом Галан, на северо-западе — с муниципалитетом Сапатока. Площадь муниципалитета составляет 232,33 км².

## Население
По данным Национального административного департамента статистики Колумбии, совокупная численность населения города и муниципалитета в 2015 году составляла 7215 человек.
Динамика численности населения муниципалитета по годам:
| 2005 | 2006 | 2007 | 2008 | 2009 | 2010 | 2011 | 2012 | 2013 | 2014 | 2015 |
| ---- | ---- | ---- | ---- | ---- | ---- | ---- | ---- | ---- | ---- | ---- |
| 7651 | 7614 | 7570 | 7522 | 7482 | 7447 | 7391 | 7352 | 7306 | 7261 | 7215 |

Согласно данным переписи 2005 года мужчины составляли 49,3 % от населения Баричары, женщины — соответственно 50,7 %. В расовом отношении белые и метисы составляли 98,6 % от населения города; индейцы — 1,3 %; негры, мулаты и райсальцы — 0,1 %.
Уровень грамотности среди всего населения составлял 93,1 %.

## Экономика
Основу экономики Баричары составляют сельское хозяйство и туризм.
42,3 % от общего числа городских и муниципальных предприятий составляют промышленные предприятия, 28,9 % — предприятия торговой сферы, 25 % — предприятия сферы обслуживания, 3,6 % — предприятия иных отраслей экономики.